# Полянский, Павел Тимофеевич
Па́вел Тимофе́евич Поля́нский (род.1933) — Герой Социалистического Труда (1973), директор совхоза «Первороссийский» (Серебрянский район, Восточно-Казахстанская область).

## Биография
Трудовую деятельность П. Т. Полянский начал в Чапаевской МТС в должности учётчика тракторно-полеводческой бригады. В 1953—1956 годах — на действительной военной службе.
С 1963 года — директор совхоза «Первороссийский». С именем П. Т. Полянского связан подъём хозяйства. Рекордные урожаи, намолоты показывает его совхоз. И 10 декабря 1973 года указом Президиума Верховного Совета СССР «за большие успехи, достигнутые в социалистическом соревновании, и проявленную трудовую доблесть в выполнении принятых обязательств по увеличению производства и продаже государству зерна и других продуктов земледелия» Павлу Тимофеевичу Полянскому было присвоено звание Героя Социалистического Труда. Также П. Т. Полянский награждён орденами Ленина, Октябрьской Революции, Трудового Красного Знамени, тремя золотыми и двумя серебряными медалями ВДНХ СССР.
Сын П. Т. Полянского — Алексей в настоящее время является руководителем одного из крупнейших в Зыряновском районе сельскохозяйственных предприятий — крестьянским хозяйством «Дородница», находящемся на землях бывшего совхоза «Первороссийский».
В 1966 году был снят документальный фильм «Первороссийск» (режиссёр С.Медынский), посвященный совхозу «Первороссийский».